# 山城町若山
山城町若山（やましろちょうわかやま）は、徳島県三好市の町名。2021年（令和3年）2月28日現在の人口は23人、世帯数は13世帯。郵便番号は779-5302。

## 地理
三好市の西部に位置。北から西は山城町大和川、南は山城町下川、東は吉野川を挟んで池田町中西とそれぞれ接する。東境を吉野川が北流し、国道32号が並行して通っている。

### 河川
- 吉野川

## 歴史
- 2006年（平成18年）3月1日 - 三好郡山城町が三野町・池田町・井川町・東祖谷山村・西祖谷山村と合併して三好市が発足し、現在の町名となる。

## 世帯数と人口
2021年（令和3年）2月28日現在の世帯数と人口は以下の通りである。
| 町丁       | 世帯数 | 人口 |
| ---------- | ------ | ---- |
| 山城町若山 | 13世帯 | 23人 |

## 小・中学校の学区
市立小・中学校に通う場合、学区は以下の通りとなる。
| 番地 | 小学校             | 中学校             |
| ---- | ------------------ | ------------------ |
| 全域 | 三好市立山城小学校 | 三好市立山城中学校 |

## 施設
- 若山神社
- 金比羅神社

## 交通

### 鉄道
- 最寄駅はJR土讃線の三縄駅。

### 道路
国道
- 国道32号